# أليكس سنكلير
أليكس سنكلير (بالإنجليزية: Alexander Sinclair)‏ هو مجدف كندي، ولد في 27 يوليو 1882 في فورت إيري في كندا، وتوفي في 12 يوليو 1969 في Deep River, Ontario ‏ في كندا.

## وصلات خارجية
- أليكس سنكلير على موقع الاتحاد الدولي للتجديف (الإنجليزية)
- أليكس سنكلير على موقع أوليمبيديا (الإنجليزية)